# استان سیسیلی
سیسیلی (Sissili) یکی از ۴۵ استان کشور بورکینافاسو است.